# Brittney Lawrence
Brittney Lawrence (sinh ngày 18 tháng 8 năm 1995) là một cầu thủ bóng đá người Saint Kitts và Nevis người Canada lớn lên, đóng vai trò là tiền đạo cho câu lạc bộ Thụy Điển Skoftebyns IF và đội tuyển quốc gia Saint Kitts và Nevis.

## Sự nghiệp câu lạc bộ
Lawrence đã chơi cho League1 Ontario bên cạnh Durham United FA vào năm 2018. Một năm sau, cô gia nhập Skoftebyns IF ở hạng nhất Thụy Điển.

## Sự nghiệp quốc tế
Lawrence đại diện cho Saint Kitts và Nevis tại vòng loại Giải vô địch U-20 nữ CONCACAF 2014. Ở cấp độ cao, cô đã chơi vòng loại Giải vô địch nữ CONCACAF 2018.

### Bàn thắng quốc tế
Tỉ số và kết quả liệt kê bàn thắng của Saint Kitts và Nevis trước
| Số | Ngày                     | Địa điểm                                           | Đối thủ                  | Ghi bàn | Kết quả  | Cuộc thi                                |
| -- | ------------------------ | -------------------------------------------------- | ------------------------ | ------- | -------- | --------------------------------------- |
| 1  | Ngày 19 tháng 5 năm 2018 | Sân vận động Ato Boldon, Couva, Trinidad và Tobago | liên_kết=\|viền Dominica | 1 ăn0   | 2 trận1  | Vòng loại Giải vô địch nữ CONCACAF 2018 |
| 2  | Ngày 19 tháng 5 năm 2018 | Sân vận động Ato Boldon, Couva, Trinidad và Tobago | liên_kết=\|viền Dominica | 2 C11   | 2 trận1  | Vòng loại Giải vô địch nữ CONCACAF 2018 |
| 3  | 23 tháng 5 năm 2018      | Sân vận động Ato Boldon, Couva, Trinidad và Tobago | liên_kết=\|viền Grenada  | 4 12    | 10 trận0 | Vòng loại Giải vô địch nữ CONCACAF 2018 |
| 4  | 23 tháng 5 năm 2018      | Sân vận động Ato Boldon, Couva, Trinidad và Tobago | liên_kết=\|viền Grenada  | 7 số 0  | 10 trận0 | Vòng loại Giải vô địch nữ CONCACAF 2018 |
| 5  | 23 tháng 5 năm 2018      | Sân vận động Ato Boldon, Couva, Trinidad và Tobago | liên_kết=\|viền Grenada  | 8 12    | 10 trận0 | Vòng loại Giải vô địch nữ CONCACAF 2018 |